# Brachyplatystoma
Brachyplatystoma is een geslacht van straalvinnige vissen uit de familie van antennemeervallen (Pimelodidae).

## Soorten
- Brachyplatystoma capapretum Lundberg & Akama, 2005
- Brachyplatystoma filamentosum (Lichtenstein, 1819)
- Brachyplatystoma juruense (Boulenger, 1898)
- Brachyplatystoma platynemum Boulenger, 1898
- Brachyplatystoma rousseauxii (Castelnau, 1855)
- Brachyplatystoma tigrinum (Britski, 1981)
- Brachyplatystoma vaillantii (Valenciennes, 1840)